# Henry Morin-Pons
Henry Morin-Pons, né Henri Pons le 13 juillet 1831 à Lyon où il est mort le 19 janvier 1905, est un banquier, collectionneur et bibliophile français, membre de l’Académie des sciences, belles-lettres et arts de Lyon.

## Biographie
Henri Pons nait à Lyon dans une famille protestante et aisée, négociant et fabricant de drap ; il est le fils d'Auguste Morin et Annette Pons. Il est le dixième né de sa fratrie. Il étudie au collège de Lyon. Bibliophile dans l'âme, il manifeste dès son plus jeune âge un intérêt pour les documents anciens, particulièrement dès lors qu’ils se consacrent à l’histoire du Dauphiné ou à la numismatique, pour laquelle il se prend de passion.
Le 20 avril 1857, il épouse à Strasbourg, Sophie Klose, fille du banquier Edmond Klose. Le couple a deux enfants, Gabrielle (1861-1940) et Auguste-Paul (1866-1941).
Il publie en 1854 Numismatique féodale du Dauphiné. Cet ouvrage attire l’attention de l’Académie des inscriptions et belles-lettres, qui lui décerne une mention honorable.
Il possède une impressionnante collection de documents d’archive, qu’il donne progressivement à la bibliothèque municipale de Lyon. En 1902, il lègue par testament au musée archéologique tous ses documents concernant la numismatique.
En 1859, Henri fait changer officiellement son nom en Henry Morin-Pons, et reprend en 1874, à la mort de son oncle Adrien Morin, la direction de la « Banque veuve Morin-Pons et Morin » ; il la renomme « Banque Veuve Morin-Pons et Cie ». Il est également administrateur de la Banque de France et du Crédit lyonnais.
Passionné de musique, il compose deux opéras : Les Malatesta (sous le pseudonyme de Pons Moreno), et Le chevalier Blanc.
Il meurt à Lyon le 19 janvier 1905.

## Sociétés savantes
Henry Morins-Pons a appartenu à de nombreuses sociétés savantes. Il est fait membre titulaire de la Société d’archéologie, d’histoire et de géographie de la Drôme en 1884 ainsi que de la Société des bibliophiles lyonnais.
En 1861 il est élu membre du Comité d’Histoire et de Géographie, créé par l’Académie des sciences, belles-lettres et arts de Lyon. Il en devient membre la même année à la section lettres et sera le président de la section pour les années 1890 et 1891.

## Publications
- Numismatique féodale du Dauphiné. Archevêques de Vienne. Évêques de Grenoble. Dauphine de Viennois, Paris : Rollin, 1854, 392 p., 17 pl.
- « Monnaies de Charles VIII et de François Ier aux armes de France et de Savoie », Rev. Numismatique 1863, p. 186-192
- Les Malatesta (sous le nom Pons Moreno), éd. E. Girod, vers 1880.
- Discours prononcé aux fêtes du Centenaire de Lamartine à Mâcon, le 19 octobre 1890, Le centenaire de Lamartine célébré à Mâcon les 18, 19, 20 et 21 octobre 1890, éd. Académie de Mâcon, Mâcon : Protat, 1891, p. 29-31.
- Le Chevalier blanc, Paris ; Bruxelles : Henry Lemoine, s.d., 66 p.